# مانون
مانون (به اسپانیایی: Mañón) یک دهستان اسپانیا است.

## خصوصیات
مانون ۸۱٫۱ کیلومترمربع مساحت و ۲٬۰۳۲ نفر جمعیت دارد.